# Mahmut Metin
Mahmut Metin (* 12. Juli 1994 in Besni) ist ein türkischer Fußballspieler.

## Karriere
Metin erlernte das Fußballspielen u. a. in den Nachwuchsabteilungen der Vereine  Mersin Cam SK und Mersin İdman Yurdu.
Bei letzterem erhielt er im Sommer 2012 einen Profivertrag und wurde für die Rückrunde der Saison 2012/13 an den Viertligisten Sancaktepe Belediyespor, für die Hinrunde der Saison 2014/15 an Ankara Demirspor und für die Rückrunde der gleichen Saison an Orhangazispor ausgeliehen.
Mit Mersin İY wurde er in der Zweitligasaison 2013/14 Play-off-Sieger der TFF 1. Lig und stieg damit in die Süper Lig auf.

## Erfolge
Mit Niğde Belediyespor
- Play-off-Sieger der TFF 3. Lig und Aufstieg in die TFF 2. Lig: 2013/14